# Cercoler
Un cercoler és un menestral que tenia l'ofici de fer i vendre cèrcols, per a les bótes o tones.